# 巴拉尼基夫卡 (比洛沃德西克區)
49°9′31″N 39°50′43″E / 49.15861°N 39.84528°E
巴拉尼基夫卡（烏克蘭語：Бараниківка）是位於烏克蘭東部的村莊，由盧甘斯克州舊比利斯克區的比洛沃茨克市鎮負責管轄。該村始建於1695年，面積13.8平方公里，海拔高度67米，2001年人口1,695，人口密度每平方公里111.7人。